# Рандолф (Небраска)
Рандолф (енгл. Randolph) град је у америчкој савезној држави Небраска.

## Демографија
По попису из 2010. године број становника је 944, што је 11 (-1,2%) становника мање него 2000. године.
| Група             | 2000.       | 2010.       |
| Белци             | 945 (99,0%) | 917 (97,1%) |
| Афроамериканци    | 1 (0,1%)    | 0 (0,0%)    |
| Азијати           | 3 (0,3%)    | 2 (0,2%)    |
| Хиспаноамериканци | 2 (0,2%)    | 21 (2,2%)   |
| Укупно            | 955         | 944         |